# Júlia Butinyà i Jiménez
Júlia Butinyà i Jiménez   (Barcelona, 1941) és una historiadora de la literatura catalana.
Doctora en filologia romànica, des de 1992 és professora de filologia catalana a la Universitat Nacional d'Educació a Distància i des del 1996 és corresponent de l'Acadèmia de Bones Lletres de Barcelona a Madrid. Ha escrit diverses obres i articles sobre l'Humanisme a la Corona d'Aragó, així com catàlegs de teatre infantil i juvenil.
Ha dirigit i coordinat una història de la literatura catalana en tres volums per a la UNED: Literatura catalana I. Edad Media (2006), en col·laboració amb Josep A. Ysern, Literatura catalana II (siglos XVI-XIX) (1998) i Literatura catalana III (siglo XX). En 2007 coordina el primer màster EEES de Filologia d'aquesta Universitat: Literaturas hispánicas (catalana, gallega, vasca) en el contexto europeo, considerat per l'ANECA com únic pel seu perfil comparatista.
Amb els professors de basc i de gallec inicià la Revista de Lenguas y Literaturas Catalana, Gallega y Vasca, de publicació anual (25 vols. en 2020).